# 프로그래밍 언어의 역사
이 문서는 프로그래밍 언어의 역사의 주요 발전에 대하여 논한다.

## 1940년 이전
초기의 프로그래밍 언어는 현대의 컴퓨터에서 거슬러 올라간다. 초기에 언어는 부호였다.
1801년에 발명된 자카드식 문직기는 자동으로 장식 패턴을 발생시킬 목적으로 천공 카드의 구멍을 이용하여 문직기의 팔의 이동을 표현하였다.
1842년~1843년의 9개월의 기간에 걸쳐 에이다 러브레이스는 이탈리아의 수학자 루이지 메나부리아(Luigi Menabrea)가 찰스 배비지가 제안한 최신 기계 해석기관에 대해 회고한 문서 내용을 번역하였다. 이 문서에서 그녀는 이 기관의 베르누이 수를 계산하는 법을 완전하고 자세하게 일련의 주석으로 추가했는데, 이는 일부 역사가들이 세계 최초의 컴퓨터 프로그램으로 간주한다.
허먼 홀러리스는 그가 열차의 차장이 기차표 위의 천공 카드의 위치를 이용하여 표 소지자의 외모를 부호화하는 것을 관찰했을 때 천공 카드의 정보를 부호화할 수 있다는 사실을 깨달았다. 그 뒤 홀러리스는 1890년에 천공 카드로 인구조사 자료를 부호화했다.
최초의 컴퓨터 부호들은 이들을 응용하여 만들어졌다.

## 1940년대
이 시기에 개발된 일부 중요 언어는 다음을 포함한다:
- 1943년 - Plankalkül
- 1943년 - 에니악 코딩 시스템[2]
- 1949년~1954년 - 나중에 유니박으로 발전함.[3]

## 1950년대 ~ 1960년대
1950년대에는 다음의 세 가지 현대의 프로그래밍 언어가 설계되었으며, 오늘날에도 이들의 파생 언어들이 이용되고 있다:
- 포트란 (1954년)
- 리스프 (1958년)
- 코볼 (1959년)

그 밖의 주요 언어들은 다음과 같다:
- 1951년 - 지역 어셈블리어(Regional Assembly Language)
- 1952년 - 오토코드
- 1954년 - IPL (리스프의 선구자)
- 1955년 - FLOW-MATIC (코볼의 선구자)
- 1957년 - COMTRAN (코볼의 선구자)
- 1958년 - 알골 58
- 1959년 - FACT (코볼의 선구자)
- 1959년 - RPG
- 1962년 - APL
- 1962년 - 시뮬라
- 1962년 - SNOBOL
- 1963년 - CPL (C의 선구자)
- 1964년 - BASIC
- 1964년 - PL/I
- 1967년 - BCPL (C의 선구자)

## 1968년대 ~ 1978년대
1960년대 말에서 1970년대 말의 기간 동안 다음의 다섯 가지 주요 프로그래밍 언어가 탄생하였다.
- 시뮬라(Simula, 1960년대 말 발명)
- C
- 스몰토크 (1970년대 중반)
- 프롤로그 (1972년)
- ML

그 밖의 주요 언어로는 다음과 같다.
- 1968년 - 로고
- 1969년 - B (C의 선구자)
- 1970년 - 파스칼
- 1970년 - 포스 (Forth)
- 1975년 - 스킴 (Scheme)
- 1978년 - SQL (처음에는 쿼리 언어일 뿐이었으나, 훗날 프로그래밍 구조체와 더불어 확장됨)

## 1980년대
이 기간 동안 개발된 주요 언어들은 다음과 같다:
- 1980년 - C++ (처음 이름은 C with classes였으나 1983년 7월 이름이 C++로 변경됨)
- 1983년 - 에이다
- 1984년 - 커먼 리스프
- 1984년 - MATLAB
- 1985년 - 에펠(Eiffel)
- 1986년 - 오브젝티브-C
- 1986년 - 얼랭
- 1987년 - 펄
- 1988년 - Tcl
- 1988년 - 매스매티카(Mathematica)
- 1989년 - FL (Backus);

## 1990년대
이 기간 동안 개발된 주요 언어들은 다음과 같다:
- 1990년 - 하스켈
- 1991년 - 파이썬
- 1991년 - 비주얼 베이직
- 1991년 - HTML (마크업 언어)
- 1992년 - R
- 1993년 - 루비
- 1993년 - 루아
- 1994년 - CLOS (ANSI 커먼 리스프의 일부)
- 1995년 - 자바
- 1995년 - 델파이 (오브젝트 파스칼)
- 1995년 - 자바스크립트
- 1995년 - PHP
- 1996년 - OCaml (초기엔 Objective Caml이라는 이름이었으나 2011년에 OCaml로 개명)
- 1996년 - WebDNA
- 1997년 - Rebol
- 1999년 - D

## 현재의 경향
2000년 이후로 개발된 주요 언어들은 다음과 같다:
- 2000년 - 액션스크립트
- 2001년 - C#
- 2001년 - 비주얼 베이직 닷넷
- 2002년 - F#
- 2003년 - 그루비
- 2003년 - 스칼라
- 2003년 - 팩터
- 2006년 - 발라
- 2007년 - Clojure
- 2009년 - 고
- 2011년 - 다트
- 2011년 - 코틀린
- 2014년 - 스위프트
- 2015년 - 러스트

## 같이 보기
- ACM
- 컴퓨터의 역사
- 프로그래밍 언어
- 프로그래밍 언어 목록
- 프로그래머 목록

## 참조
1. ↑  J. Fuegi and J. Francis (2003년 10–12월). 《Lovelace & Babbage and the creation of the 1843 'notes'.》. 《Annals of the History of Computing》 25. doi:10.1109/MAHC.2003.1253887. 다음 글자 무시됨: ‘ 19, 25
’ (도움말);
2. ↑  “R. F. Clippinger (1948) A Logical Coding System Applied to the ENIAC”. 2012년 3월 10일에 원본 문서에서 보존된 문서. 2012년 10월 17일에 확인함.
3. ↑  “C-10”. 2011년 6월 9일에 원본 문서에서 보존된 문서. 2012년 10월 17일에 확인함.

## 참고 문헌
- Rosen, Saul, (editor), Programming Systems and Languages, McGraw-Hill, 1967
- Sammet, Jean E., Programming Languages: History and Fundamentals, Prentice-Hall, 1969
- Sammet, Jean E., "Programming Languages: History and Future", Communications of the ACM, of Volume 15, Number 7, July 1972
- Richard L. Wexelblat (ed.): History of Programming Languages, Academic Press 1981.
- Thomas J. Bergin and Richard G. Gibson (eds.): History of Programming Languages, Addison Wesley, 1996.